# アテナイの民主主義

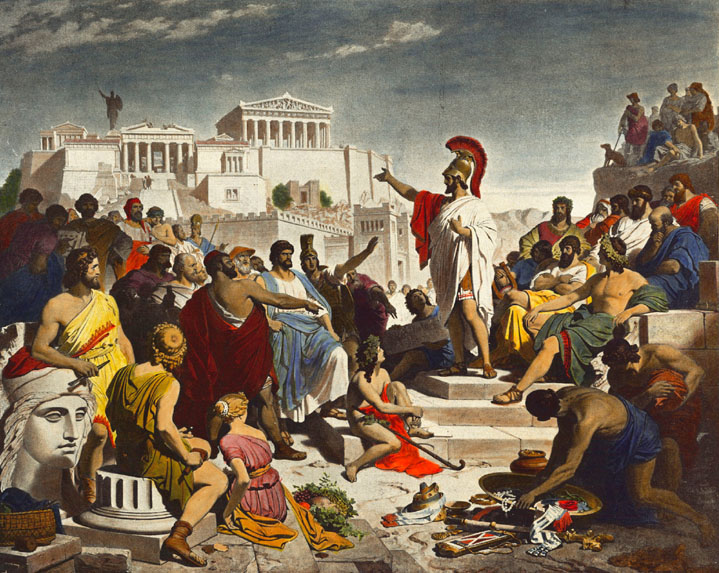
ペリクレスを描いた絵

アテナイの民主主義（アテナイのみんしゅしゅぎ、ギリシア語: Αθηναϊκή Δημοκρατία）は、紀元前5世紀前後のアテナイとアッティカの周辺地域において発展した。世界で初めての民主主義として知られており、ポリス（都市国家）において発展した。他のギリシアの都市では、アテナイの方式に倣った民主主義が成立していたが、アテナイの民主主義ほど記録が残されていない。
アテナイの民主主義は、直接民主制であり、市民が法律や法案に直接投票した。しかしすべての住民が投票に参加できたわけではなく、投票者は、大人の男性市民である必要があった。そのため外国人居住者、奴隷、女性に投票権はなく、その数は人口約25-30万人のうち3-5万人、あるいは「成人の総人口の30％未満であった」と言われている。
最も長くアテナイを統治した民主主義指導者は、ペリクレスであった。彼の死後、ペロポネソス戦争が終わるころに起きた、寡頭制革命によって、アテナイの民主主義は、2度中断された。そしてEucleidesの下で復活した後に、制度に変更が加わり、最も詳細に伝わっているのはペリクレスの時代の制度ではなく、この紀元前4世紀に変更された制度である。民主主義は、紀元前322年にマケドニア人によって抑圧された。アテナイの制度は後に復活したが、元来の民主主義にどの程度近いのかに関しては、議論の余地がある。ソロン（紀元前594年）、 クレイステネス（紀元前508-507年）、エフィアルテス（紀元前462年）は、アテナイ民主主義の発展に貢献した。クレイステネスは、財産ではなく居住していた地域によって、市民を10の部族に編成することで、貴族の権力を弱体化させた。

## 語源
「民主主義」を意味する英語: democracy（デモクラシー、古代ギリシア語: δημοκρατία）は
- 「国家」「国民・住民」を表す「デーモス」（古代ギリシア語: δῆμος）[1]と
- 「権力」を表す「クラトス」（古代ギリシア語: κράτος）[2]

の合成語で、「人々の力」の意味となる。
現在「民主主義」と呼ばれている制度が初めて成立したときに古代ギリシア語: δημοκρατίαという語が存在したかどうかは分かっていない。この語はヘロドトスの「歴史」 (6.43) で使用されているが、この文献が著されたのは紀元前440年から430年以降のことである。紀元前460年頃にはデーモクラテースという名前の人物が知られており、彼の名前はおそらく民主主義への忠誠心を表したものである。また、同名の人物がアイオリアのテムノスにもいたとされる。